# 泰滕比尔
泰滕比尔（德語：Tetenbüll）是德国石勒苏益格－荷尔斯泰因州的一个市镇。总面积36.48平方公里，总人口607人，其中男性287人，女性320人（2011年12月31日），人口密度17人/平方公里。